# Degoreus Whear
Degoreus Whear, de son vrai nom Degory Wheare (né en 1573 à Jacobstow en Cornouailles, mort à Oxford le 1er août 1647), professeur de l'université d'Oxford, est un historien anglais des civilisations antiques.

## Biographie
Whear fut maître d'école à Abingdon School en 1605-1606. À Oxford, il s'était lié d'amitié avec Charles Fitzgeoffrey. On lui confia le premier la chaire d'histoire ancienne que William Camden venait de créer ; Wheare l'occupera de 1622 à sa mort, en 1647.
Son ouvrage le plus célèbre, « Pourquoi et comment lire les livres d'histoire » (De Ratione et Methodo Legendi Historias, Oxford, 1623), est le texte de sa leçon inaugurale d'Oxford : Wheare y propose un cheminement pour aborder l'histoire profane. Le succès de ce livre fut tel qu'il connut de multiples rééditions au cours du XVIIe siècle. Une première édition en anglais parut en 1685 sous le titre de The Method and Order for Reading both Civil and Ecclesiastical Histories.

## Sources
- (en) Université de Birmingham : récit de la vie de Wheare
- Dictionary of National Biography